# Petit Poucet l'espiègle
Pour les articles homonymes, voir Leave It to Beaver.
Pour plus de détails, voir Fiche technique et Distribution.
Petit Poucet l'espiègle — ou Les Aventures de Beaver au Québec — (titre original : Leave It to Beaver) est un film long métrage américain réalisé par Andy Cadiff, sorti en 1997
Il s'agit d'une adaptation de la série télévisée américaine Leave It to Beaver, diffusée initialement de 1957 à 1963.

## Synopsis
Beaver (Cameron Finley) découvre le vélo de ses rêves dans une vitrine d'un magasin, il se demande comment il peut faire pour que ses parents lui achètent. Cependant, Eddie Haskell (Adam Zolotin) lui dit que pour que son père (Christopher McDonald) lui offre pour son anniversaire, il faut qu'il s'inscrive dans l'équipe de football. Il signe malgré sa petite taille et il est donc la risée de son équipe mais il obtient son vélo comme cadeau d'anniversaire. Pour le premier jour d'école, Ward et juin (Janine Turner) demandent à leur second fils Wally (Erik von Detten) d'aller a l'école avec Beaver pour qu'il puisse utiliser son nouveau vélo. À l'école, Beaver est assis derrière une jolie fille qui s'appelle Susan Acustis (Brenda Song) et a une professeur très sympathique nommée Mlle Landers (Grace Phillips). Après l'école, Eddie demande a Wally de venir dans un bar pour montrer qu'il flirt avec Karen (Erika Christensen). Eddie ne veut pas que Beaver les suive donc ils le laissent devant le bar en lui demandant de les attendre.
Beaver reste donc devant le bar et polit son vélo mais un adolescent (Glenn Walker Harris Jr.) lui dit qu'il admire son vélo et qu'il pourrait montrer des "trucs cool" à Beaver. Le garçon accepte et après avoir fait quelques figures, l'adolescent disparaît avec le vélo. À l’intérieur du bar, il est évident que Karen préfère Wally plutôt qu'Eddie. Lorsqu'ils sortent du magasin, ils voient Beaver très triste et demandent ou est passé son vélo. Beaver raconte l'histoire à son frère et ils décident de ne pas en parler à leurs parents. Au dîner, Beaver ne peut pas s’empêcher de tout dire et son père va alors dire qu'il est déçu par Beaver qui ne fait pas attention à ses affaires mais aussi par Wally qui n'est pas resté avec son frère comme il lui avait demandé. Quand les deux frères se retrouvent dans la chambre, une dispute éclate entre les garçons et le nouvel ordinateur va être envoyé par la fenêtre et s'écraser en plusieurs morceaux.
Beaver décide de ne plus aller au football pour travailler plus. Wally va alors passer plus de temps avec Karen et moins de temps avec son frère. Beaver va alors de plus en plus sortir avec Eddie car ils veulent tous les deux que Wally s'occupe plus d'eux plutôt que de Karen. Quelques jours plus tard, Beaver va revoir l'adolescent avec son vélo. Il lui demande de lui rendre mais le jeune homme lui dit qu'il lui rendra s'il entre dans une tasse publicitaire et qu'il lui prouve qu'il n'y a rien dedans. Beaver entre alors dans cette tasse mais reste bloqué et l'adolescent s’enfuit encore une fois. Les pompiers doivent alors intervenir pour libérer Beaver. Ward va alors dire à son fils que s'il veut, il peut arrêter le football mais Beaver va continuer et lors du dernier match, il marque un touchdown avant d'aller dans les stands ou il a revu l’adolescent et son vélo. Beaver va réussir a récupérer son vélo avec l'aide de sa famille et de ses amis.

## Fiche technique
- Titre : Petit Poucet l'espiègle
- Titre original : Leave It to Beaver
- Réalisation : Andy Cadiff
- Scénario : Brian Levant, Lon Diamond d'après la série télévisée écrite par Bob Mosher et Joe Connelly
- Photographie : Thomas Del Ruth (en)
- Montage : Alan Heim
- Musique originale : Randy Edelman
- Costumes : Jean-Pierre Dorléac
- Société de production : Robert Simonds Productions, Universal Pictures
- Pays d'origine :  États-Unis
- Format : couleurs - 35 mm - 1.85 : 1
- Genre : comédie
- Durée : 84 minutes
- Dates de sortie :
  -  États-Unis : 22 août 1997

## Distribution
- Christopher McDonald (VF : François Leccia)  : Ward Cleaver
- Janine Turner (VF : Véronique Augereau)  : June Cleaver
- Cameron Finley (VF : Hervé Grull)  : Theodore 'Beaver' Cleaver
- Erik von Detten : Wallace 'Wally' Cleaver
- Adam Zolotin : Eddie Haskell
- Barbara Billingsley : la tante Martha
- Ken Osmond : Eddie Haskell, Sr.
- Frank Bank : Frank
- Erika Christensen : Karen
- Alan Rachins : Fred Rutherford
- E.J. de la Peña : Larry Mondello
- Justin Restivo : Lumpy
- Geoff Pierson : Coach Gordon
- Louis Martin Braga : Gilbert Bates

## Box office
- Le film a rapporté une somme estimée à  10 713 605 $ aux États-Unis[1].

## Autour du film
Le film a été tourné entre le 17 juin 1996 et le 22 août 1996.
Côté doublage français, c'est l'un des derniers travaux de François Leccia qui mourra 12 ans après la sortie du film.